# 아나 폰 외스터라이히 (1573년)
오스트리아의 아나(독일어: Anna von Österreich, 1573년 8월 16일 ~ 1598년 2월 2일)는 폴란드 국왕이자 스웨덴 국왕 지그문트 3세 바사의 첫 번째 왕비이다. 오스트리아 대공 카를 2세와 바이에른의 마리아 아나의 장녀로, 동생들로는 트란실바니아 공작 부인 마리어 크리스티너, 신성 로마 제국의 황제 페르디난트 2세, 스페인 왕비 마르가리타, 폴란드 왕비 콘스탄치아, 토스카나 대공비 마리아 마달레나 등이 있다.
1592년 5월 31일 폴란드의 국왕 지그문트 3세 바사와 결혼했고, 1598년 사망할 때까지 다섯 명의 아이들을 낳았다. 지그문트 3세 바사는 아나의 사후, 그 여동생인 콘스탄치아와 재혼했다.

## 자녀
- 아나 마리아(1593~1600)
- 카타지나(1594)
- 브와디스와프 4세 바사(1595~1648) 폴란드 국왕
- 카타지나(1596~1597)
- 크시슈토프(1598)